# Francisco Gil-Ortega
Francisco Gil-Ortega Rincón (Arenas de San Juan, 1950 - Toledo, 29 de agosto de 2023) fue un profesor de instituto y político español del Partido Popular (PP). Alcalde de Ciudad Real durante doce años, ejerció de presidente de Enresa entre 2012 y 2015.Falleció el 29 de agosto de 2023 en Toledo a causa de un problema cardíaco.

## Biografía
Nació el 25 de abril de 1950 en Arenas de San Juan, se licenció en Ciencias Químicas por la Universidad Complutense de Madrid (UCM). Es profesor de secundaria de profesión. Afiliado a Alianza Popular (AP) en 1982, se convirtió en vicepresidente en la provincia de Ciudad Real de la organización en 1988. Candidato a senador por Ciudad Real en las elecciones generales de 1989, resultó elegido de forma sorpresiva al imponerse a otros candidatos del PP como Pilar Ayuso o Esteban López Vega, alcalde de Valdepeñas. Renovaría el escaño en las generales de 1993, 1996 y 2000.
El 21 de noviembre de 1993 fue elegido presidente del Partido Popular (PP) en la provincia de Ciudad Real.
Tras la victoria en las elecciones municipales de mayo de 1995 en Ciudad Real de la candidatura del PP, que obtuvo una mayoría absoluta de 16 concejales, Gil-Ortega, cabeza de la lista, fue investido alcalde del municipio el 17 de junio. Gobernó el municipio durante 12 años contando con tres mayorías absolutas en el pleno.

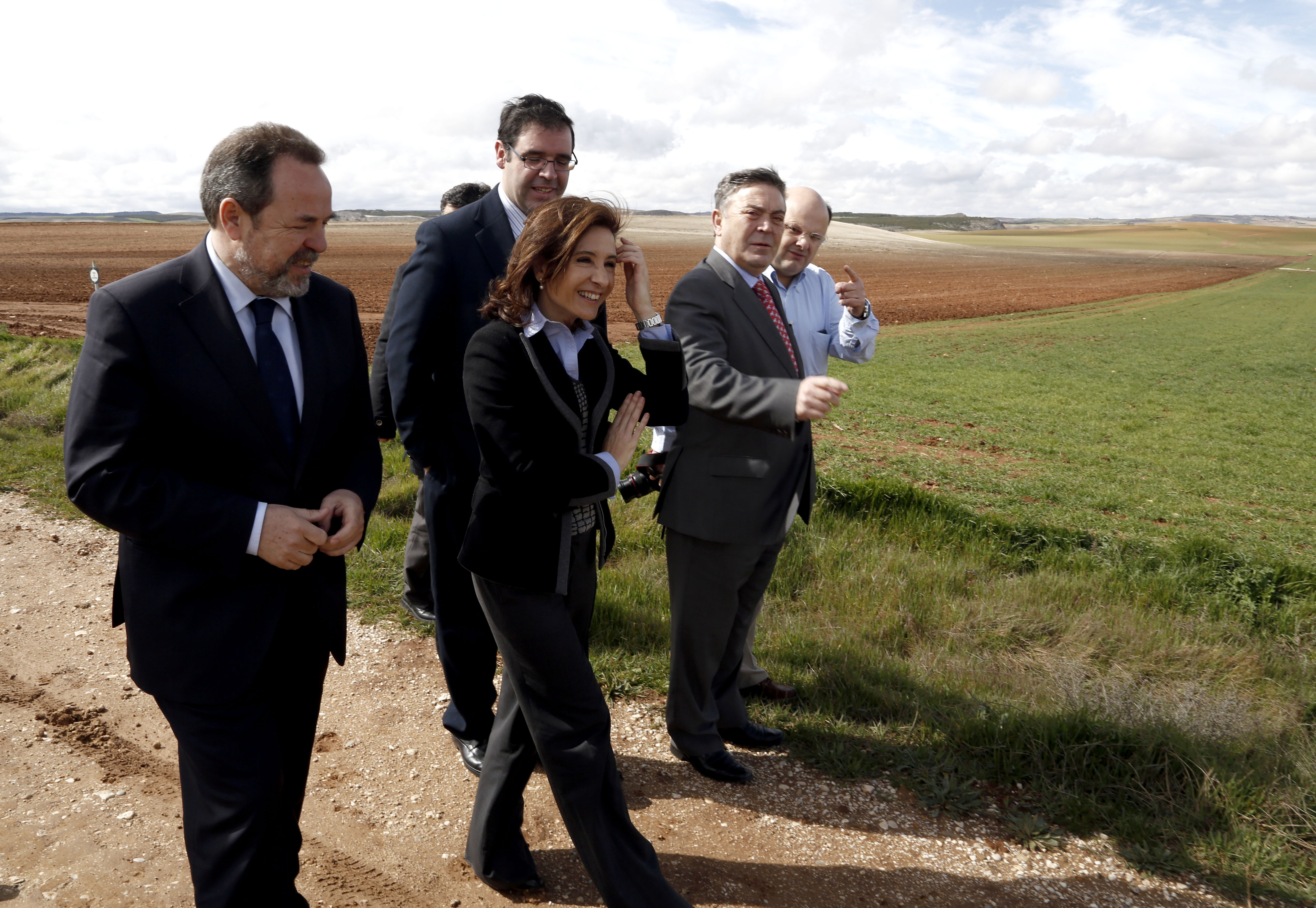
Junto a Marta García de la Calzada y Jesús Labrador, durante una visita a los terrenos del plan de construcción del ATC de Villar de Cañas en 2013.

Fue elegido diputado por Ciudad Real en las Cortes de Castilla-La Mancha en las elecciones regionales de 2007 y 2011. Renunció a su escaño en 2012.
Persona de la máxima confianza de María Dolores de Cospedal, fue nombrado en junio de 2012 como presidente de Enresa. Gil Ortega, que se significó como gran defensor del proyecto de Almacén Temporal Centralizado (ATC) de residuos nucleares de Villar de Cañas, declaró que la inversión del silo haría de Cuenca «la provincia de las oportunidades». En febrero de 2015 presentó su dimisión como presidente de Enresa, oficialmente por «razones personales», tres días después de ser desautorizado por el Ministerio de Industria por la gestión de la adjudicación de la obra principal del ATC.